# Full Oficial del Consell Municipal d'Igualada
Full Oficial del Consell Municipal d'Igualada va ser una publicació d'informació en català editada a Igualada entre els anys 1936 i 1939.

## Descripció
L'editava el Consell Municipal d'Igualada.
La redacció i l'administració eren a la Secretaria General de l'Ajuntament d'Igualada. Els dos primers números constaven impresos per Nicolau Poncell, els següents per la Impremta Col·lectivitzada UGT i a partir del núm. 137 (20 octubre 1937) per Bas. Sortia tres vegades a la setmana i, a partir del núm. 137, només dues. Tenia quatre pàgines, amb tres columnes. El format era de 32 x 22 cm i a partir del núm. 137 va ser de 28 x 19 cm. El primer número va sortir el 21 de novembre de 1936 i l'últim, el 251, l'1 de gener de 1939.

## Continguts
Va ser un periòdic editat per l'Ajuntament d'Igualada durant els tres anys de la Guerra Civil.
A l'article de presentació deien «El nostre Full no serà pas un diari de combat ni d'informació general, el seu comès es reduirà a donar compte dels acords, projectes, ordres, etc., del Consell Municipal i a divulgar aquells Decrets de la Generalitat que tinguin un major interès col·lectiu».
«Es tractava d'un periòdic oficial, en el qual, a més de la reproducció de decrets, bans i normes, només hi cabien, a vegades, les opinions de la majoria d'ERC i CNT».
És una publicació imprescindible per conèixer la història local durant la guerra, els noms dels qui dirigien la ciutat i com ho feien. A part de les disposicions legals hi havia sol·licituds d'ajuda per als soldats del front, frases d'ànim per als homes de la rereguarda i instruccions per al funcionament de la vida ciutadana, alterada per la guerra. Les disposicions anaven signades sovint per les persones que ocupaven el càrrec oficial corresponent. Així, hi ha les signatures de Pere Bertran Tarrés (alcalde), Bartomeu Torné (secretari), Josep Massó (comissió de Proveïments), Joan Ferrer i Farriol (conseller-regidor d'Agricultura i Ramaderia), Josep Martínez (Economia i Finances), Antoni Borràs Quadres (delegat comarcal de Proveïments de la Generalitat), i d'altres.

## Localització
- Biblioteca Central d'Igualada. Plaça de Cal Font. Igualada (col·lecció completa i relligada).
- Institut Municipal d'Història de Barcelona. Hemeroteca. Carrer de Santa Llúcia, núm. 1. Barcelona (números solts).